# Marmo verde di Prato

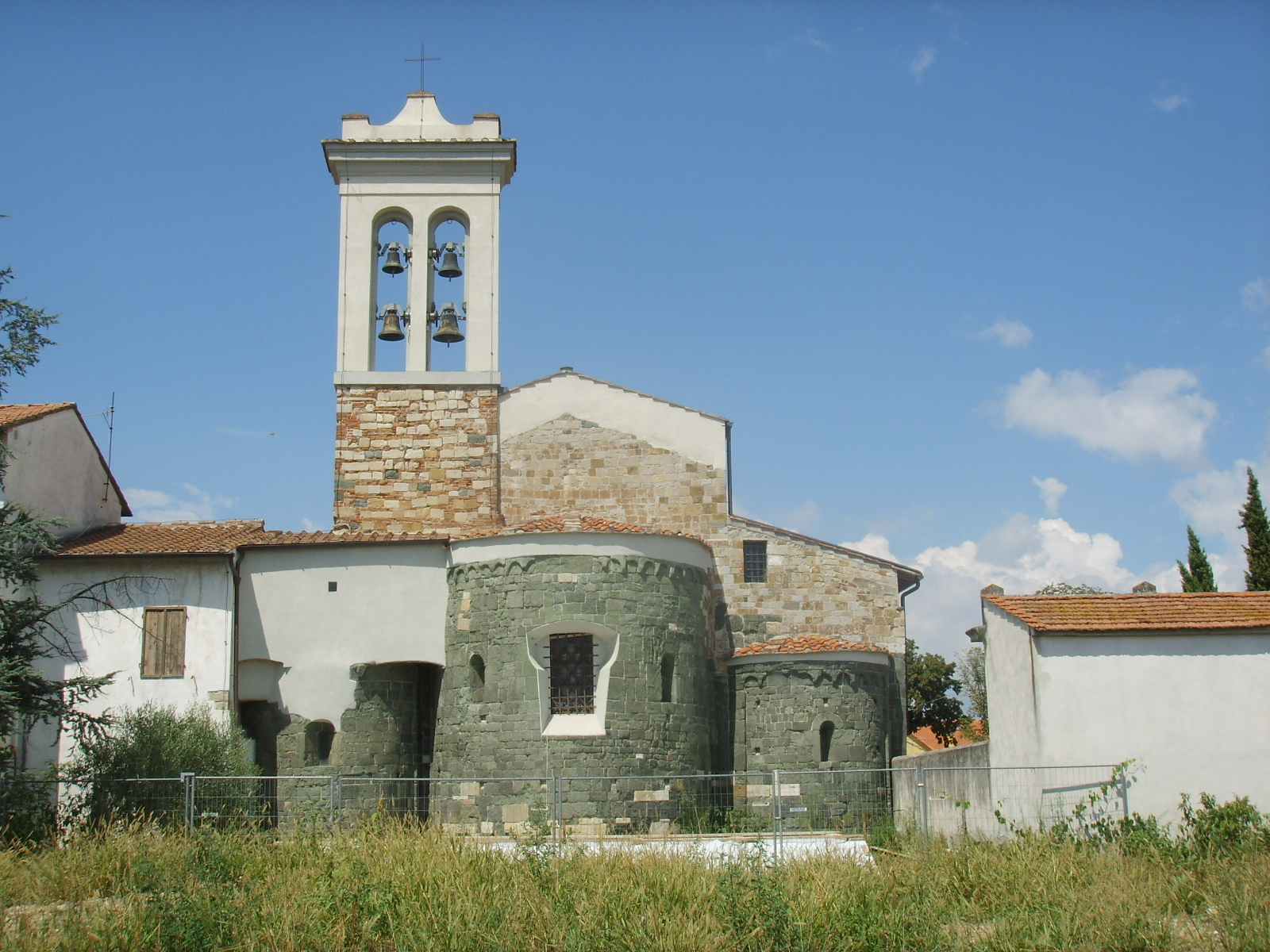
Le absidi in marmo serpentino della Pieve di Sant'Ippolito a Prato

Il marmo verde di Prato, detto anche serpentino, è una roccia metamorfica, appartenente alle serpentiniti appenniniche.
Tipica dell'area pratese era storicamente cavata nei dintorni del borgo medievale di Figline, una frazione di Prato, sulle prime pendici dell'Appennino.

## Caratteristiche
La pietra, caratterizzata dal colore verde, a volte leggermente variegato, può presentare varie tonalità con sfumature tendenti per esempio al grigio o al blu ed a volte verso un verde scurissimo, infatti alcune volte viene detto "marmo nero di Prato". Si presta ad una facile lucidatura pur con una struttura non perfettamente omogenea.

## Uso in architettura
Questa pietra è stata utilizzata fin dal medioevo forse anche a causa della sua somiglianza con il porfido verde antico, una delle pietre più utilizzate nelle tarsie dell'opus sectile tardoromano. Gli edifici di Roma spesso erano arricchiti dei marmi policromi provenienti da tutte le terre dell'impero: tra questi, frequenti erano i verdi intensi e vibranti del marmo tessalico noto come "verde antico", e del porfido verde di Grecia, per l'appunto denominato "serpentino".
La fortuna artistica del 'verde di Prato' coincide con la fioritura dell'architettura romanica toscana, soprattutto nel periodo romanico, dando vita, insieme alla pietra alberese o al marmo di Carrara, alla tipica bicromia del romanico toscano: pisano, ma soprattutto lucchese, pistoiese, pratese, fiorentino.
Tarsie in marmo verde di Prato si trovano nelle più importanti chiese toscane, per esempio nell'esterno del Battistero di Firenze, nella facciata della Basilica di San Miniato al Monte, della Chiesa di San Francesco a Prato,  della Badia Fiesolana, del Duomo di Prato, di quello di Firenze e Siena, nel campanile del duomo di Firenze e molti altri monumenti anche del periodo gotico e fino all'epoca rinascimentale (Santa Maria delle Carceri a Prato, facciata di Santa Maria Novella a Firenze).
Comunque il Verde di Prato è stato utilizzato anche per membrature architettoniche strutturali fin dal medioevo, come nelle colonne della chiesa dei Santi Apostoli a Firenze.
Più raro l'uso per murature, come nel raro esempio della Pieve di Sant'Ippolito in Piazzanese a Prato.

## Usi recenti
In tempi relativamente recenti è stato utilizzato, frantumato, come materiali per sottofondi stradali e ferroviari.
Negli anni Ottanta, ha conosciuto un breve ritorno nell'architettura con gli architetti cosiddetti "post-moderni" dell'area fiorentina. La cava di marmo verde di Figline è attualmente chiusa.